# Chemtrails over the Country Club
Chemtrails Over the Country Club je sedmé studiové album americké zpěvačky Lany Del Rey. Vyšlo 19. března v roce 2021 pod Polydor Records a Interscope Records. Album obsahuje prvky žánrů jako jsou folk, country folk a Americana. Album získalo uznání od hudebních kritiků, mnozí přirovnávali jeho zvuk k jeho předchůdci Norman Fucking Rockwell. Debutovalo na pozici číslo dva v žebříčku Billboard 200.

## Pozadí
30. srpna 2019 v den vydání jejího šestého studiového alba Norman Fucking Rockwell oznámila, že již začala pracovat na svém dalším albu, které se bude jmenovat White Hot Forever.
21. května 2020 ohlásila svou novou hudbu a odhalila datum vydání alba 5. září 2020. 25. května oznámila přejmenování alba na Chemtrails over the Country Club.
1. září 2020 se opět ohlásila a zveřejnila video z natáčení hudebního videa a zároveň odhalila další píseň Let Me Love You Like a Woman, která vyšla 16. října 2020. Dále uvedla, že album bude vydáno „brzy“.
2. října 2020 vyšlo najevo, že album bylo odloženo kvůli problémům s produkcí vinylu a nejistotě ohledně písně Dealer, jestli bude zahrnuta na albu. Uvedla také, že album vyjde 10. prosince 2020, nebo 7. ledna 2021.
4. listopadu během živého přenosu na Instagramu uvedla, že proces výroby vinylu bude trvat ještě nejméně 16 týdnů. Také řekla, že nemůže "otevřít rostliny nahrávky" do 5. března 2021.
22. prosince 2020 vydala video jako upoutávku k vydání stejnojmenné písní jako album a také oznámila předprodej alba. 11. ledna. 2021 vydá píseň a také začne předprodej.
23. prosince 2020 se na Twitteru objevily zprávy, že Amazon Alexa tvrdí, že datum vydání alba je 5. března 2021.
10. ledna 2021 Del Rey oznámila oficiální seznam skladeb a odhalila obal alba. Následující den bylo oznámeno datum vydání alba 19. března a vydán singl Chemtrails Over the Country Club.
9. března 2021, 10 dní před vydáním alba, album uniklo v plném rozsahu online. 19. března bylo album vydáno se třetím singlem White Dress. Čtvrtý singl Tulsa Jesus Freak byl vydán o týden později 26. března.

## Seznam skladeb
- White Dress
- Chemtrails Over the Country Club
- Tulsa Jesus Freak
- Let Me Love You Like a Woman
- Wild at Heart
- Dark But Just a Game
- Not All Who Wander Are Lost
- Yosemite
- Breaking Up Slowly
- Dance Till We Die
- For Free (feat. Zella Day & Weyes Blood)